# Usaia Sotutu
Usaia Naiteitei Sotutu (nasceu em 20 de setembro de 1947, em Tavea, Bua, no Fiji) é um corredor que representou o Fiji nos Jogos Olímpicos de Verão de 1972.